# 坂本すみれ
坂本 すみれ（さかもと すみれ、1982年4月15日 - ）は、日本のAV女優。プライムエージェンシー所属。

## 略歴・人物
東京都出身。2016年7月、SODクリエイトの専属女優としてデビューした熟女系のAV女優。
趣味は旅行。

## 出演作品

### アダルトDVD
2016年
- 坂本すみれ 34歳 AV DEBUT 艶めく黒髪がシーツに乱れ、旦那に内緒で無毛秘肉を湿らせる和美人妻（7月7日、SODクリエイト）
- 坂本すみれ 34歳 第2章 連射潮噴き3P 激ピストン初4P 拘束おもちゃ攻め3P 旦那が仕事中の10時間 妻はずーっと連続複数SEXずーっと絶頂（8月6日、SODクリエイト）
- 坂本すみれ 34歳 最終章 電マでしかイッた事が無いパイパンま○こが計10名の生精子を受け入れる 真正中出し温泉不倫旅行（9月8日、SODクリエイト）
- 白衣の天使と性交（9月30日、ドリームチケット）
- 台本無しの汗だくノーカットSEXとぶっかけ性交（10月1日、TEPPAN）
- 「休憩中の1時間に性欲旺盛なバイトくんと隙だらけの美人おばさんが2人きり! パートの若熟女は年下イケメンチ○ポならセクハラされても嫌じゃない」 VOL.1（10月20日、DANDY）
- 浮気願望の人妻 潮吹き痙攣旅行（11月13日、Be Free）
- 義母のママ友のパンチラ全開寝姿がエロすぎる! 義理の母がママ友を招いて飲み会を開くことに。時間を忘れて家事や夫への愚痴で終電がなくなるまで盛り上がり、結局帰れずその場で寝るママ友たち。パンチラ胸チラしまくりのその無防備な寝姿にボクの童貞チ○ポは勃起しまくり!もう我慢できない!襲いかかる寸前!しかし、そんなボクに気づいたママ友たちに逆に襲いかかられ何度も何度も中出しさせられまくりで、最後の一滴まで搾り取られました!（11月19日、Hunter）
- 娘と家庭教師の女を媚薬発情させ近親&レズ3PでW中出しセックス（11月25日、DOC）
- 愛する夫の為 夫の上司に犯された私（12月1日、マドンナ）
- こんな女に騎られてみたい（12月2日、アウダースジャパン）
- 今日も義父に玩具にされて…（12月2日、光夜蝶）
- ママチャリ奥さん! 童貞くんのお悩み解決してくれれば即賞金!!!（12月23日、DOC）※「まゆみ」名義

2017年
- ズズッ、ジュポッ、ゴポッっとなってもアナタのモノをしゃぶりたい（1月6日、アウダースジャパン）
- 「『おばさんを興奮させてどうするの?』全員ヤりまくりSPECIAL 青年チ○ポを押しつけられたおばさん看護師は嫌がりながらも本当は同僚に自慢したい!!」 VOL.1（1月6日、DANDY）
- 胸チラ妻の捨てた恥ずかしいゴミを漁ったら即ハメできるのか!? 青姦中出しナンパ（1月6日、グリグリ）
- 露出調教聖水レズビアン 性的モラルに厳格なノンケ女教師が、野外調教でガチレズ墜ち!（1月7日、山と空）
- 人妻GET 私的で喰った人妻と不倫 生中出し! 3（1月10日、ホットエンターテイメント）
- マジックミラー号 35歳以上人妻限定! 旦那とはご無沙汰な人妻が超絶デカチンセックスで溜まりに溜まった性欲解放! in豊島区（1月19日、SODクリエイト）
- この奥さんの詳細わかりますか? 杉並区在住、3日に1度はナンパされるアイドルフェイスな性欲モリモリ新婚妻と品川区在住、イタリア帰りの帰国子女でボーノ!な三ツ星ボディのセレブ妻がまさかの発情!なぜ“ワンナイトおっさんのケツ穴までスケベに舐めるドMご奉仕SEX”するハメになったのか? その一部始終。（1月25日、ビッグモーカル）
- 若妻の初めての浮気 今日、上司の妻を寝取ります。（1月27日、MAGIC）
- 出産直後でご無沙汰中の子育てママは100％欲求不満!「そのオッパイ、赤ちゃんの代わりに僕が舐めてあげますよ♥」 ナンパ即ハメ中出し!!（2月3日、グリグリ）
- 普段は超厳しい先輩(既婚女性)を、社員旅行の2次会で記憶が無くなるまで泥酔させ、ノリと勢いで生ハメして中出ししまくったDVD（2月10日、ゲッツ!!）
- 夫の部下に毎晩寝取られ続けて、快楽に堕ちてゆく熟れた躰の不貞妻（2月16日、ヒビノ）
- 危険日にだけ出勤する人妻が居る高級中出しソープ（2月25日、本中）※「橘蓮」名義
- 万引き妻 昼下がりのラブホ持ち物検査 下着の中まで見せろ（2月25日、クンカ）※「山本早苗」名義
- お仕事中のお姉さんは職場で制服のままM男の乳首をイジるのがお好き♥ VOL.04（3月3日、ドリームチケット）